# Jean-Anténor Hüe de Caligny
Pour les articles homonymes, voir Hue.
Jean-Anténor Hüe de Caligny (Hermonville, 12 juillet 1657-Besançon, 12 juin 1731) est un ingénieur militaire français. 

## Biographie
Fils de Jean-Anténor Hue, 1er du nom, chevalier de Caligny, il assiste en 1677 aux sièges de Valenciennes et de Fribourg, puis de Courtrai (1683) et est distingué par Vauban. Il reçoit alors la mission de fortifier Ypres.
Directeur des fortifications d'une partie des places de Flandre, en 1694, il bâtit à Calais le fort Rouge à l'extrémité de la jetée du chenal et le fort Vert au bout de la jetée sud. Il achève aussi l'ouvrage à corne du fort Nicolaï.
À Dunkerque, on lui doit aussi le prolongement des jetées de l'Est, la construction de la grande écluse sur l'Aa à Gravelines et les huit bastions de Furnes.
Directeur des fortifications de Bourgogne et de Franche-Comté, il est fait chevalier de l'Ordre de Saint-Louis par Louis XIV le 6 janvier 1696.
Il est le frère de Louis-Rolland Hüe de Caligny (1677-1748) et le grand-père de l'hydraulicien Anatole-François Hüe de Caligny.